# Prapratno

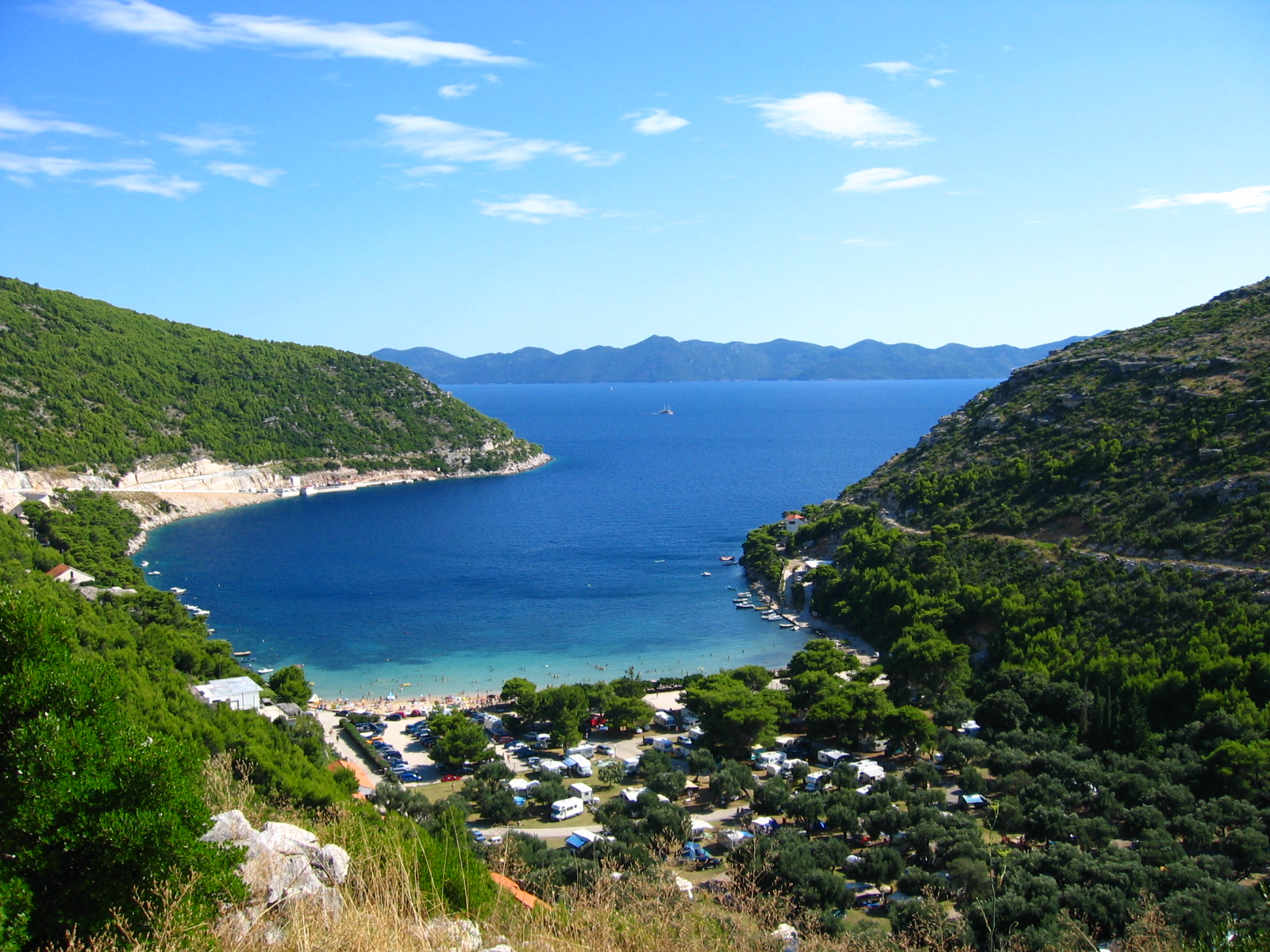
Kemping w Prapratno widziany od strony lądu; w głębi po lewej przystań promowa

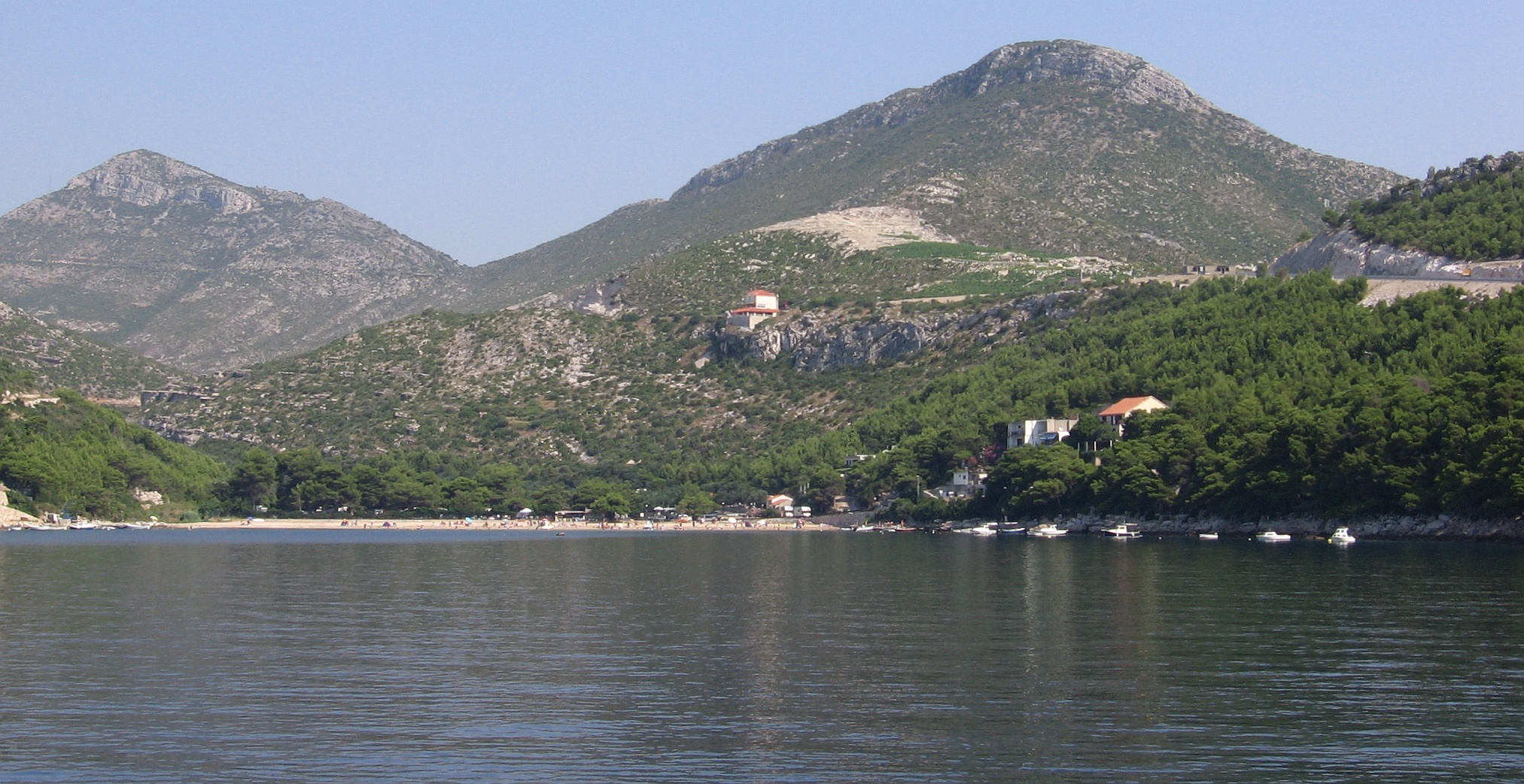
Kemping i plaża w Prapratno od strony morza; po prawej u góry widoczna droga do przystani promowej

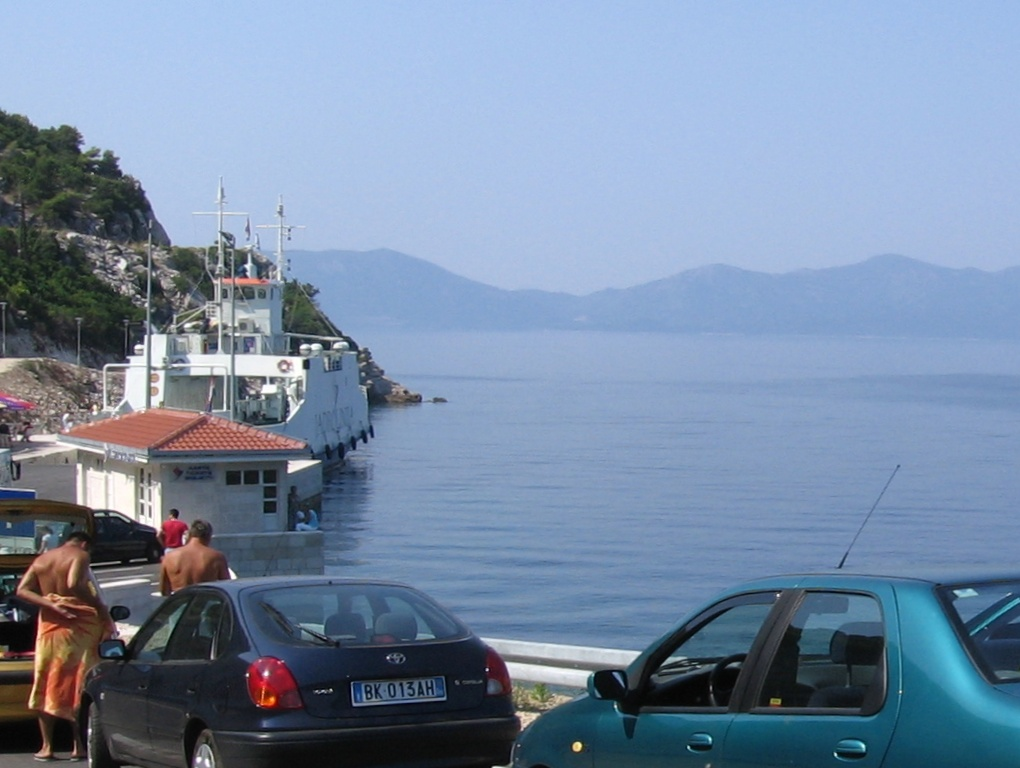
Samochody oczekujące w przystani promowej; na horyzoncie Mljet

Prapratno – mała miejscowość w Chorwacji, w żupanii dubrownicko-neretwiańskiej, na dalmatyńskim półwyspie Pelješac, w pobliżu drogi nr 414 łączącej miejscowość Ston z pozostałymi na wsiami i miasteczkami na półwyspie.
Na brzegu morza, w zatoce, znajduje się kemping, a po południowej stronie zatoki, około dwóch kilometrów od kempingu – przystań promowa Jadroliniji, odprawiająca promy samochodowe do Sobry na wyspie Mljet (latem 5 par kursów na dobę), znajdującej się naprzeciw Prapratna, po drugiej stronie cieśniny rozdzielającej wyspę i półwysep Pelješac.
Jeszcze w latach 70. XX wieku, Prapratno było chętnie odwiedzanym przez turystów, ale nie przeludnionym kempingiem, położonym w osłoniętej zatoce z niezwykle czystą wodą i piaszczystą plażą. Trudny niegdyś dojazd z głównej drogi dwumetrowej szerokości kamienistą drogą stromo w dół w 2006 roku został przebudowany na asfaltowy. Kemping ma 20 tys. m² i może pomieścić kilkaset (do tysiąca) osób. Uruchomiona w kwietniu 2006 przystań promowa nie pogarsza walorów tego miejsca, znajduje się dostatecznie daleko.